# Rudi Fensl
Rudi Fensl (* 30. Mai 1914; † unbekannt) war ein deutscher Radrennfahrer. 

## Sportliche Laufbahn
Fens war Straßenradsportler. Bei der deutschen Meisterschaft 1934 erreichte Fensl den zweiten Platz in der Mannschaftsverfolgung. 1937 und 1938 gewann er mit der Mannschaft des RC Wanderer Chemnitz den Titel in dieser Disziplin. Beim Sieg 1937 fuhr er zusammen mit Bruno Schulze, Rudolf Schubert, Herbert Hackebeil, Arthur Blankenburg, Rudi Kühn und Rudi Thoß, 1938 mit Thoß, Rudi Kühn,  Hackebeil, Schubert und Schulze.
1950 belegte Fensl bei der DDR-Rundfahrt den fünften Platz in der Gesamteinzelwertung und gewann mit Sachsen I die Mannschaftswertung. 1951 gewann er das Eintagesrennen Berlin–Angermünde–Berlin. Im gleichen Jahr nahm er an der Internationalen Friedensfahrt teil und belegte im Gesamtklassement den 16. Platz.